# Шум’ятино (Калузька область)
Шум’ятино (рос. Шумятино) — присілок в Малоярославецькому районі Калузької області Російської Федерації.
Населення становить 300 осіб. Входить до складу муніципального утворення Присілок Шум'ятино.

## Історія
Від 2004 року входить до складу муніципального утворення Присілок Шум'ятино.

## Населення
| 2002 | 2010 |
| ---- | ---- |
| 258  | ↗300 |